# 조지프 케테르
조지프 케테르(Joseph Keter, 1969년 6월 13일 ~ )는 전 케냐의 육상 선수이며, 1996년 애틀랜타 올림픽 3000m 장애물경주 금메달리스트였다.
난디 구역의 레소스 출신의 육군 사관으로 그의 육상 경력을 통하여 단 하나의 좋은 시즌 밖에 없던 것으로 알려졌다.
애틀랜타 올림픽에서 3000m 장애물경주 우승 후보는 세계 기록 보유자 모지스 킵타누이였다. 결승전에서 킵타누이는 케테르에 의하여 강한 도전을 받았다. 둘이 마지막 물덩이에 뛰어들었으나 케테르는 1.11초 앞서면서 금메달을 획득하였다.
올림픽 후에 취리히에서 8분 5.99초의 기록으로 킵타누이를 다시 꺾었다. 그 영광적 시즌 후에 몇 시즌을 위해 계속 뛰고 1997년 IAAF 그랑프리에서 3000m 장애물경주를 우승하였다.